# Ozourt
Ozourt é uma comuna francesa na região administrativa da Nova Aquitânia, no departamento Landes. Estende-se por uma área de 4 km². Em 2010 a comuna tinha 204 habitantes (densidade: 51 hab./km²).